# Olympische Sommerspiele 2012/Teilnehmer (Estland)
| Gelbes Symbol für Goldmedaillen mit stilisierten Olympischen Ringen | Graues Symbol für Silbermedaillen mit stilisierten Olympischen Ringen | Braundes Symbol für Bronzemedaillen mit stilisierten Olympischen Ringen |
| ------------------------------------------------------------------- | --------------------------------------------------------------------- | ----------------------------------------------------------------------- |
| —                                                                   | 1                                                                     | 1                                                                       |

Estland nahm in London an den Olympischen Spielen 2012 teil. Es war die insgesamt elfte Teilnahme an Olympischen Sommerspielen. Vom Estnischen Olympiakomitee wurden 33 Athleten in elf Sportarten nominiert. Die zunächst nominierte Tennisspielerin Kaia Kanepi musste auf ihre Teilnahme verletzungsbedingt verzichten.
Fahnenträger bei der Eröffnungsfeier war der Leichtathlet Aleksander Tammert.

## Teilnehmer nach Sportarten

### Badminton
| Athleten  | Wettbewerb | Gruppenphase | Gruppenphase | Achtelfinale | Achtelfinale | Viertelfinale | Viertelfinale | Halbfinale | Halbfinale | Finale | Finale   | Rang |
| Athleten  | Wettbewerb | Punkte       | Rang         | Gegner       | Ergebnis     | Gegner        | Ergebnis      | Gegner     | Ergebnis   | Gegner | Ergebnis | Rang |
| --------- | ---------- | ------------ | ------------ | ------------ | ------------ | ------------- | ------------- | ---------- | ---------- | ------ | -------- | ---- |
| Männer    |            |              |              |              |              |               |               |            |            |        |          |      |
| Raul Must | Einzel     | 62 -74       | 2            | -            | -            | -             | -             | -          | -          | -      | -        | 17   |

### Bogenschießen
| Athleten     | Wettbewerb | Qualifikation | Qualifikation | 1. Runde           | 1. Runde | 2. Runde | 2. Runde | Achtelfinale | Achtelfinale | Viertelfinale | Viertelfinale | Halbfinale | Halbfinale | Finale | Finale   | Rang |
| Athleten     | Wettbewerb | Ringe         | Rang          | Gegner             | Ergebnis | Gegner   | Ergebnis | Gegner       | Ergebnis     | Gegner        | Ergebnis      | Gegner     | Ergebnis   | Gegner | Ergebnis | Rang |
| ------------ | ---------- | ------------- | ------------- | ------------------ | -------- | -------- | -------- | ------------ | ------------ | ------------- | ------------- | ---------- | ---------- | ------ | -------- | ---- |
| Frauen       |            |               |               |                    |          |          |          |              |              |               |               |            |            |        |          |      |
| Reena Pärnat | Einzel     | 621           | 52            | A. Valencia Mexiko | -        | -        | -        | -            | -            | -             | -             | -          | -          | -      | -        | 33   |

### Fechten
| Athleten           | Wettbewerb   | 1. Runde | 1. Runde | 2. Runde | 2. Runde | Achtelfinale  | Achtelfinale | Viertelfinale | Viertelfinale | Halbfinale | Halbfinale | Finale | Finale   | Rang |
| Athleten           | Wettbewerb   | Gegner   | Ergebnis | Gegner   | Ergebnis | Gegner        | Ergebnis     | Gegner        | Ergebnis      | Gegner     | Ergebnis   | Gegner | Ergebnis | Rang |
| ------------------ | ------------ | -------- | -------- | -------- | -------- | ------------- | ------------ | ------------- | ------------- | ---------- | ---------- | ------ | -------- | ---- |
| Männer             |              |          |          |          |          |               |              |               |               |            |            |        |          |      |
| Nikolai Novosjolov | Degen Einzel | –        | –        | -        | -        | Weston Kelsey | 11:15        | -             | -             | -          | -          | -      | -        | 9    |

### Judo
| Athleten     | Wettbewerb         | 1. Runde      | 1. Runde    | Achtelfinale | Achtelfinale | Viertelfinale | Viertelfinale | Hoffnungsrunde Halbfinale | Hoffnungsrunde Halbfinale | Halbfinale | Halbfinale | Hoffnungsrunde Finale | Hoffnungsrunde Finale | Finale | Finale   | Rang |
| Athleten     | Wettbewerb         | Gegner        | Ergebnis    | Gegner       | Ergebnis     | Gegner        | Ergebnis      | Gegner                    | Ergebnis                  | Gegner     | Ergebnis   | Gegner                | Ergebnis              | Gegner | Ergebnis | Rang |
| ------------ | ------------------ | ------------- | ----------- | ------------ | ------------ | ------------- | ------------- | ------------------------- | ------------------------- | ---------- | ---------- | --------------------- | --------------------- | ------ | -------- | ---- |
| Männer       |                    |               |             |              |              |               |               |                           |                           |            |            |                       |                       |        |          |      |
| Martin Padar | Klasse über 100 kg | Óscar Brayson | 0001 - 1000 | -            | -            | -             | -             | -                         | -                         | -          | -          | -                     | -                     | -      | -        | 17   |

### Leichtathletik
Laufen und Gehen
| Athleten     | Wettbewerb   | Vorlauf | Vorlauf | Halbfinale | Halbfinale | Finale    | Finale | Rang |
| Athleten     | Wettbewerb   | Zeit    | Rang    | Zeit       | Rang       | Zeit      | Rang   | Rang |
| ------------ | ------------ | ------- | ------- | ---------- | ---------- | --------- | ------ | ---- |
| Frauen       |              |         |         |            |            |           |        |      |
| Evelin Talts | Marathon     | –       | –       | –          | –          | 2:54:15 h | 103    | 103  |
| Männer       |              |         |         |            |            |           |        |      |
| Marek Niit   | 100 m        | 10,40 s | 41      | -          | -          | -         | -      | 41   |
| Marek Niit   | 200 m        | 20,82 s | 38      | -          | -          | -         | -      | 38   |
| Rasmus Mägi  | 400 m Hürden | 50,05 s | 27      | -          | -          | -         | -      | 27   |

Springen und Werfen
| Athleten           | Wettbewerb   | Qualifikation | Qualifikation | Finale     | Finale | Rang |
| Athleten           | Wettbewerb   | Weite/Höhe    | Rang          | Weite/Höhe | Rang   | Rang |
| ------------------ | ------------ | ------------- | ------------- | ---------- | ------ | ---- |
| Frauen             |              |               |               |            |        |      |
| Anna Iljuštšenko   | Hochsprung   | 1,90 m        | 15            | -          | -      | -    |
| Männer             |              |               |               |            |        |      |
| Märt Israel        | Diskuswerfen | 60,34 m       | 25            | -          | -      | 25   |
| Gerd Kanter        | Diskuswerfen | 66,39 m       | 1             | 68,03 m    | 3      | 3    |
| Aleksander Tammert | Diskuswerfen | 60,20 m       | 27            | -          | -      | 27   |
| Risto Mätas        | Speerwerfen  | 78,56 m       | 21            | -          | -      | 21   |
| Raigo Toompuu      | Kugelstoßen  | 18,91 m       | 30            | -          | -      | 30   |

Mehrkampf
| Athletinnen        | 100 m Hürden | 100 m Hürden | Hochsprung | Hochsprung | Kugelstoßen | Kugelstoßen | 200 m   | 200 m  | Weitsprung | Weitsprung | Speerwerfen | Speerwerfen | 800 m       | 800 m  | Punkte | Rang |
| Athletinnen        | Zeit         | Punkte       | Höhe       | Punkte     | Weite       | Punkte      | Zeit    | Punkte | Weite      | Punkte     | Weite       | Punkte      | Zeit        | Punkte | Punkte | Rang |
| ------------------ | ------------ | ------------ | ---------- | ---------- | ----------- | ----------- | ------- | ------ | ---------- | ---------- | ----------- | ----------- | ----------- | ------ | ------ | ---- |
| Siebenkampf Frauen |              |              |            |            |             |             |         |        |            |            |             |             |             |        |        |      |
| Grit Šadeiko       | 13,50 s      | 1050         | 1,74 m     | 903        | 12,43 m     | 690         | 24,25 s | 957    | 6,11 m     | 883        | 44,12 m     | 747         | 2:23,01 min | 783    | 6013   | 23   |

| Athleten         | 100 m | 100 m  | Weitsprung | Weitsprung | Kugelstoßen | Kugelstoßen | Hochsprung | Hochsprung | 400 m | 400 m  | 110 m Hürden | 110 m Hürden | Diskuswerfen | Diskuswerfen | Stabhochsprung | Stabhochsprung | Speerwerfen | Speerwerfen | 1500 m | 1500 m | Punkte | Rang |
| Athleten         | Zeit  | Punkte | Weite      | Punkte     | Weite       | Punkte      | Höhe       | Punkte     | Zeit  | Punkte | Zeit         | Punkte       | Weite        | Punkte       | Höhe           | Punkte         | Weite       | Punkte      | Zeit   | Punkte | Punkte | Rang |
| ---------------- | ----- | ------ | ---------- | ---------- | ----------- | ----------- | ---------- | ---------- | ----- | ------ | ------------ | ------------ | ------------ | ------------ | -------------- | -------------- | ----------- | ----------- | ------ | ------ | ------ | ---- |
| Zehnkampf Männer |       |        |            |            |             |             |            |            |       |        |              |              |              |              |                |                |             |             |        |        |        |      |
| Mikk Pahapill    | DNS   | DNS    | -          | -          | -           | -           | -          | -          | -     | -      | -            | -            | -            | -            | -              | -              | -           | -           | -      | -      | -      | DNS  |

### Radsport

#### Straße
| Athleten     | Wettbewerb    | Zeit    | Rang |
| ------------ | ------------- | ------- | ---- |
| Frauen       |               |         |      |
| Grete Treier | Straßenrennen | 3:35:56 | 17   |
| Männer       |               |         |      |
| Rene Mandri  | Straßenrennen | 5:46:37 | 50   |

### Ringen
| Athleten                         | Wettbewerb        | 1. Runde                     | 1. Runde | Achtelfinale          | Achtelfinale | Viertelfinale | Viertelfinale | Halbfinale  | Halbfinale | Hoffnungsrunde Viertelfinale | Hoffnungsrunde Viertelfinale | Hoffnungsrunde Halbfinale | Hoffnungsrunde Halbfinale | Hoffnungsrunde Finale | Hoffnungsrunde Finale | Finale       | Finale   | Rang |
| Athleten                         | Wettbewerb        | Gegner                       | Ergebnis | Gegner                | Ergebnis     | Gegner        | Ergebnis      | Gegner      | Ergebnis   | Gegner                       | Ergebnis                     | Gegner                    | Ergebnis                  | Gegner                | Ergebnis              | Gegner       | Ergebnis | Rang |
| -------------------------------- | ----------------- | ---------------------------- | -------- | --------------------- | ------------ | ------------- | ------------- | ----------- | ---------- | ---------------------------- | ---------------------------- | ------------------------- | ------------------------- | --------------------- | --------------------- | ------------ | -------- | ---- |
| griechisch-römischer Stil Männer |                   |                              |          |                       |              |               |               |             |            |                              |                              |                           |                           |                       |                       |              |          |      |
| Ardo Arusaar                     | Klasse bis 96 kg  | Erwin Jose Caraballo Cabrera | 3:0      | Tsimafei Dzeinichenka | 1:3          | -             | -             | -           | -          | -                            | -                            | -                         | -                         | -                     | -                     | -            | -        | 8    |
| Heiki Nabi                       | Klasse bis 120 kg | -                            | -        | Ioseb Chugoshvili     | 3:1          | Lukasz Banak  | 3:0           | Johan Eurén | 3:1        | -                            | -                            | -                         | -                         | -                     | -                     | Mijaín López | 0:3      | 2    |

### Rudern
| Athleten                                              | Wettbewerb   | Vorlauf     | Vorlauf | Hoffnungslauf | Hoffnungslauf | Viertelfinale | Viertelfinale | Halbfinale  | Halbfinale | Finale      | Finale | Rang |
| Athleten                                              | Wettbewerb   | Zeit        | Rang    | Zeit          | Rang          | Zeit          | Rang          | Zeit        | Rang       | Zeit        | Rang   | Rang |
| ----------------------------------------------------- | ------------ | ----------- | ------- | ------------- | ------------- | ------------- | ------------- | ----------- | ---------- | ----------- | ------ | ---- |
| Männer                                                |              |             |         |               |               |               |               |             |            |             |        |      |
| Geir Suursild Jüri-Mikk Udam                          | Doppelzweier | 6:33,88 min | 4       | 6:38,50 min   | 4             | –             | –             | -           | -          | -           | -      | 13   |
| Kaspar Taimsoo Tõnu Endrekson Allar Raja Andrei Jämsä | Doppelvierer | 5:42,87 min | 2       | -             | -             | –             | –             | 6:07,85 min | 2          | 5:46,96 min | 4      | 4    |

### Schießen
| Athleten        | Wettbewerb                           | Qualifikation | Qualifikation | Finale | Finale | Ringe | Rang |
| Athleten        | Wettbewerb                           | Ringe         | Rang          | Ringe  | Rang   | Ringe | Rang |
| --------------- | ------------------------------------ | ------------- | ------------- | ------ | ------ | ----- | ---- |
| Frauen          |                                      |               |               |        |        |       |      |
| Anžela Voronova | Luftgewehr 10 m                      | 391           | 42            | –      | –      | 391   | 42   |
| Anžela Voronova | Kleinkaliber Dreistellungskampf 50 m | 576           | 31            | -      | -      | 576   | 31   |

### Schwimmen
| Athleten         | Wettbewerb          | Vorlauf     | Vorlauf | Halbfinale | Halbfinale | Finale | Finale | Rang |
| Athleten         | Wettbewerb          | Zeit        | Rang    | Zeit       | Rang       | Zeit   | Rang   | Rang |
| ---------------- | ------------------- | ----------- | ------- | ---------- | ---------- | ------ | ------ | ---- |
| Frauen           |                     |             |         |            |            |        |        |      |
| Triin Aljand     | 50 m Freistil       | 25,33 s     | 6       | -          | -          | -      | -      | 19   |
| Triin Aljand     | 100 m Schmetterling | 1:00,43 min | 5       | -          | -          | -      | -      | 35   |
| Männer           |                     |             |         |            |            |        |        |      |
| Martin Liivamägi | 100 m Brust         | 1:01,57 min | 5       | -          | -          | -      | -      | 29   |
| Martin Liivamägi | 200 m Lagen         | 2:01,09 min | 5       | -          | -          | -      | -      | 25   |

### Segeln
Fleet Race
| Athleten          | Wettbewerb      | Qualifikation | Qualifikation | Medal Race | Medal Race | Punkte | Rang |
| Athleten          | Wettbewerb      | Punkte        | Rang          | Punkte     | Rang       | Punkte | Rang |
| ----------------- | --------------- | ------------- | ------------- | ---------- | ---------- | ------ | ---- |
| Frauen            |                 |               |               |            |            |        |      |
| Ingrid Puusta     | Windsurfen RS:X | 134           | 15            | -          | -          | 134    | 15   |
| Anna Pohlak       | Laser Radial    | 284           | 35            | -          | -          | 284    | 35   |
| Männer            |                 |               |               |            |            |        |      |
| Johannes Ahun     | Windsurfen RS:X | 231           | 30            | -          | -          | 231    | 30   |
| Karl-Martin Rammo | Laser           | 148           | 18            | -          | -          | 148    | 18   |
| Deniss Karpak     | Finn Dinghy     | 85            | 11            | -          | -          | 85     | 11   |